# Love Thy Trophy
Love Thy Trophy (titulado Me encanta ese trofeo en España y Amo los trofeos en Hispanoamérica es el quinto episodio de la segunda temporada de la serie Padre de familia emitido el 14 de marzo de 2000 en FOX. La trama se centra en primer lugar en Peter y sus vecinos que tras obsesionarse con un trofeo ganado y la consiguiente desaparición de este empiezan a pelearse, mientras que Meg decide buscar trabajo para conseguir un bolso de Prada, para ello decide pasar a Stewie por su hijo hasta que una mujer de servicios sociales se lo lleva ante las palabras de la supuesta "madre" de que viven en un entorno malo para el niño.
El episodio está escrito por Mike Warker y Matt Weitzman y dirigido por Jack Dyer.

## Argumento
Peter consigue que elijan su tema para las carrozas del festival anual de la cosecha de Quahog, el cual consiste en una escena particular de la serie Who's the Boss?. Una de las carrozas participantes es construida por este y sus vecinos, los cuales resultan vencedores, sin embargo ninguno se pone de acuerdo sobre quien se queda con el trofeo. Después de meditarlo, acceden a levantar una especie de puente con parte de la carroza sobre la calle en el que encima está la copa. Al día siguiente, todos se llevan una inesperada sorpresa al ver que el premio ha desaparecido misteriosamente y todos se culpan entre sí del robo.
Por otro lado, Meg le pide a sus padres un bolso de Prada valorado en 1.100 dólares, pero ante la negativa de sus parientes decide buscar trabajo. Mientras pasea a Stewie pasa por un bar en el que se busca camarera, sin embargo, el dueño del local se niega a contratarla hasta que su mujer le convence de que se trata de una madre adolescente, incapaz de negarle una ayuda económica decide contratarla. A partir de ese momento empieza a pasar a Stewie por su adicto al crack para atraer las propinas de los clientes, uno de los clientes resulta ser una trabajadora de servicios sociales que al escuchar las historias de Meg, pregunta por la dirección de la "madre soltera". Stewie, mientras le sigue el juego a su hermana para aprovechar los tortitas gratis de Flappy, el dueño del local.
La asistenta se presenta en casa de los Griffin acompañada por dos policías, la mujer, al ver el ambiente vecinal por culpa del trofeo es recibida por Lois, la cual se indigna con ella por los comentarios hasta que le arrebatan a Stewie de sus brazos. Finalmente, Meg consigue su ansiado bolso y se encuentra a sus padres deprimidos por lo sucedido, Lois le explica entonces que una mujer se llevó a Stewie tras acusarles de maltrato.
Stewie es llevado a una familia adoptiva donde convive [sin muchas ganas] con niños de diversidad étnica, mientras Peter y Lois tratan de que les devuelvan la custodia sin éxito. Finalmente Peter, Lois y los vecinos deciden dejar de lado el asunto del trofeo e intentan recuperar al lactante mediante un elaborado plan en el que Joe y Cleveland tratan de distraer a los padres de acogida mientras Peter se cuela en la casa, pero la misión falla cuando los propietarios le sorprenden apuntándole con un rifle. Finalmente todos se vuelven por donde han venido sin Stewie hasta que la madre de acogida se fija en el bolso de Meg y le sugiere a la propietaria del complemento intercambiarlo por el Stewie.
A la misma noche, Rod Serling aparece para revelar que fue Brian el que robó y enterró el trofeo en el jardín dando así comienzo a un confrontamiento vecinal, no tarda pues, Brian en darle un golpe con la pala y enterrarle también a él. Por otro lado, Lois y Peter deciden acostar a Stewie después de tal experiencia sin alcanzar a comprender por qué sigue pidiendo tortitas, cuando se van, las alucinaciones siguen atormentando a Stewie cuando se ve asimismo en el techo rotándole la cabeza como en Trainspotting

## Producción y recepción
El episodio fue escrito por Mike Barker y Matt Weitzman y dirigido por Jack Dyer antes de la finalización de la producción de la segunda temporada.
En una crítica realizada en 2008, Ahsan Haque de IGN dio al episodio una nota de 9,3 de 10 declarando que "el argumento de este episodio es memorable" y los flashbacks aleatorios no se explotaron lo más mínimo, aunque le dio mérito a la trama por la comedia. También comentó que Love Thy Trophy tiene algunas revelaciones interesantes sobre los personajes.